# Kalonimus Kalman Epstein

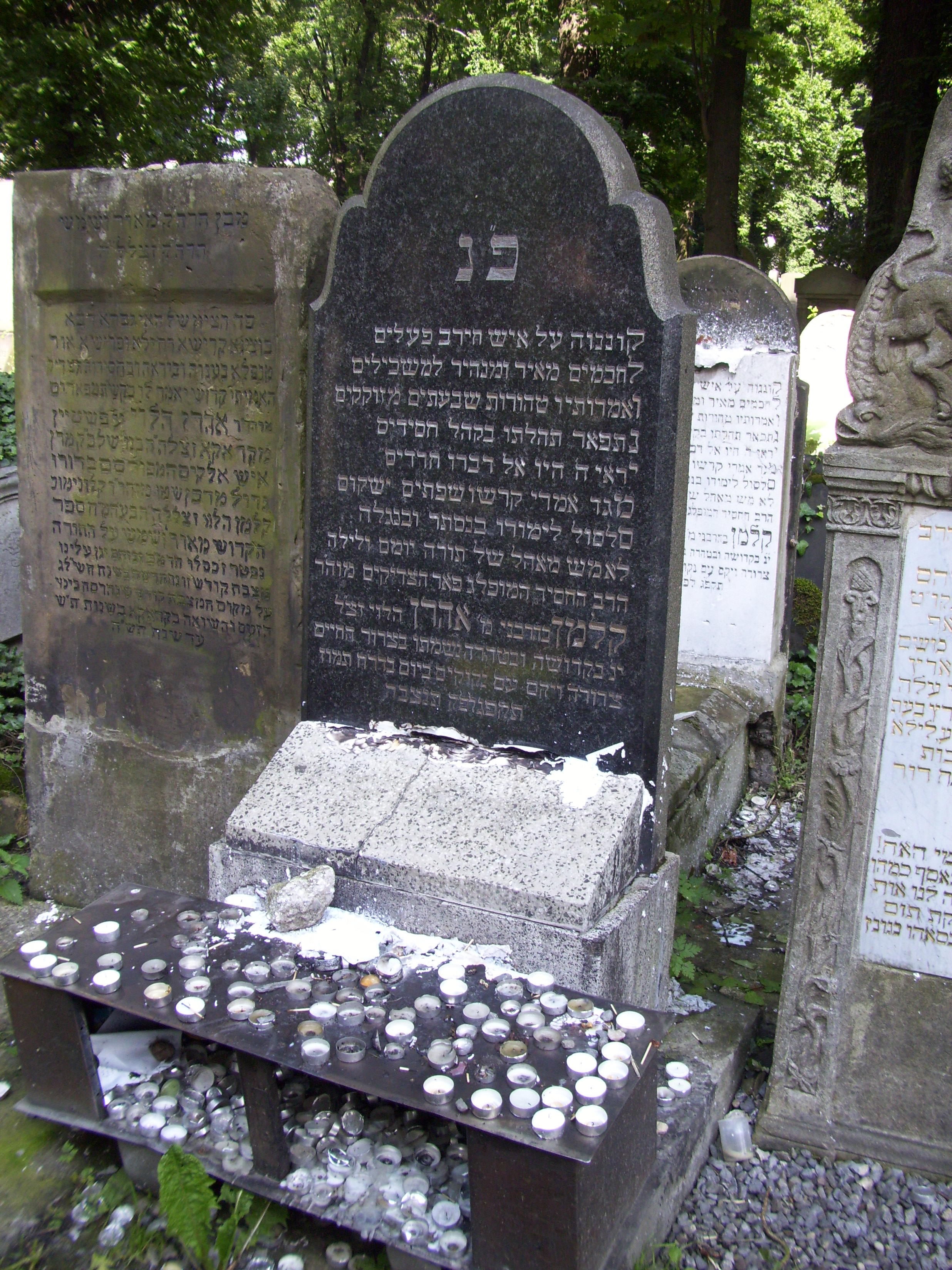
Grób Kalonimusa Kalmana Epsteina na nowym cmentarzu żydowskim w Krakowie

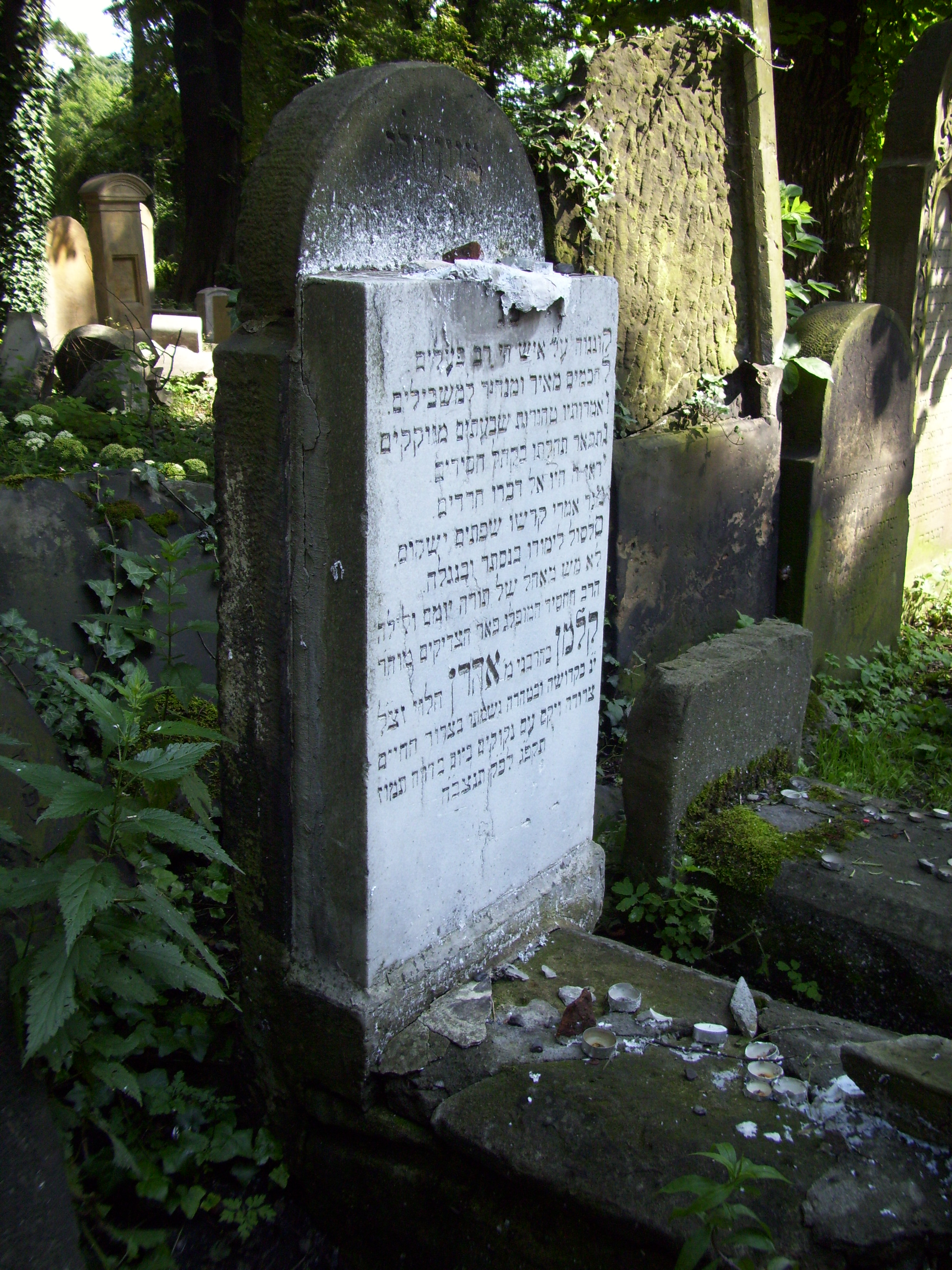
Tylna macewa

Kalonimus Kalman Epstein (hebr. קלונימס קלמן עפשטיין; ur. 1754, zm. 10 czerwca 1823 w Krakowie) – rabin, drugi cadyk krakowski, jeden z najwybitniejszych propagarotów chasydyzmu w zachodniej Galicji.
Był synem Arona i uczniem Elimelecha z Leżajska, Jaakowa Icchaka Horowica z Lublina, Menachema Mendla z Rymanowa oraz Jechiela Michaela ze Złoczowa. Znany był z ekstatycznych form modlitw. W 1785 zorganizował pierwszą chasydzką grupę w Krakowie. W 1786 i 1787 został ekskomunikowany przez antychasydzki rabinat tego miasta. Mimo licznych szykan działał w Krakowie i okolicy, aż stworzył silny ośrodek chasydzki.
Jego najbardziej znanym dziełem jest Maor we-Szemesz (hebr. מאור ושמש), będące komentarzem do Tory. Opublikował je jego syn Aron w 1842 w Czerniowcach. Przyczyniło się ono do rozwoju chasydyzmu w Galicji. Opisał w nim dwór cadyka jako świętą grupę, składającą się z młodych i starych, bogatych i biednych. Punktem kulminacyjnym duchowego doświadczenia jest kazanie cadyka. 
Zmarł w Krakowie. Jest pochowany na nowym cmentarzu żydowskim przy ulicy Miodowej. Po jego śmierci wybuchł spór pomiędzy chasydami a przełożonymi gminy żydowskiej, którzy nie pozwolili wybudować ohelu nad jego grobem. Jego macewa została zniszczona podczas II wojny światowej. Obecnie jego nagrobek składa się z dwóch macew połączonych tumbą, które postawiono po wojnie. Część przedwojennego nagrobka wmontowano w tumbę.